# Mordellistena militaris
Mordellistena militaris är en skalbaggsart som beskrevs av Leconte 1862. Mordellistena militaris ingår i släktet Mordellistena och familjen tornbaggar. Inga underarter finns listade i Catalogue of Life.